# Gamma Ceti
Désignations
Gamma Ceti (γ Cet / γ Ceti), également nommée Kaffaljidhma, est une étoile triple de la constellation de la Baleine. Sa magnitude apparente est de +3,47. Le système est distant d'environ 82 années-lumière de la Terre.

## Propriétés
Les trois composantes de Gamma Ceti sont toutes des étoiles de la séquence principale. L'étoile primaire est une étoile blanche de type spectral A3V, tandis que la composante secondaire est une étoile jaune-blanche de type spectral F3V. Elles forment un premier couple d'étoiles qui partage un mouvement propre commun avec une naine orange de type spectral K5V.

## Nom
Gamma Ceti est la désignation de Bayer de l'étoile. Elle porte également la désignation de Flamsteed de 86 Ceti.
L'étoile porte le nom traditionnel de Kaffaljidhma. Il est issu de l'arabe al-Kaff al-Jadmā’, ce qui signifie « la Main Mutilée ». À l'origine, ce terme désignait en astronomie arabe traditionnelle un astérisme qui incluait, en plus de Gamma Ceti, α Ceti (Menkar), λ Ceti (Menkar), δ Ceti, μ Ceti, ξ1 Ceti et ξ2 Ceti.
Le nom de Kaffaljidhma a été formalisé par l'Union astronomique internationale le 1er février 2017.